# Danny Ajalon
Daniel „Danny“ Ajalon (hebrejsky: דניאל "דני" איילון, narozen 17. prosince 1955) je izraelský politik, který v současné době zastává funkci náměstka ministra zahraničí a poslance Knesetu za stranu Jisra'el bejtejnu. Je bývalým izraelským velvyslancem ve Spojených státech, který tuto funkci zastával v letech 2002 až 2006.

## Biografie
Ajalon se narodil v Tel Avivu v roce 1955. Vystudoval ekonomii na Telavivské univerzitě a titul magistr získal na Bowling Green University v americkém Ohiu. Za vlády premiéra Ariela Šarona byl v roce 2002 jmenován izraelským velvyslancem ve Spojených státech. Předtím byl náměstkem zahraničně politického poradce dvou předcházejících premiérů a hlavním zahraničněpolitickým poradcem Ariela Šarona. Byl členem izraelských delegací na summitech v Šarm aš-Šajchu (1997), Wye Plantation (1998) a Camp Davidu (2000). V letech 1993 až 1997 pracoval v New Yorku jako ředitel kanceláře izraelského velvyslance při Organizaci spojených národů a jako zástupce šéfa mise v Panamě v letech 1991 až 1992. Před vstupem do izraelských diplomatických služeb byl starším finančním vedoucím pracovníkem v izraelské mezinárodní obchodní společnosti.
Ajalon byl silným zastáncem plánu na jednostranné stažení, který měl za následek kompletní stažení Izraelců z Pásma Gazy. Měl rovněž významnou roli při jednání o Cestovní mapě a izraelském plánu na stažení z Gazy, včetně roli na výměně dopisů mezi prezidentem Georgem Bushem a premiérem Šaronem ze 14. dubna 2004.
Od roku 2007 byl místopředsedou Nefeš be-nefeš, organizace, která podporuje imigraci Židů ze Severní Ameriky a anglicky mluvících zemí do Izraele.
V srpnu 2008 vstoupil do Jisra'el bejtejnu a získal sedmé místo na stranické kandidátce do izraelských parlamentních voleb v roce 2009. Stal se členem Knesetu a byl jmenován náměstkem ministra zahraničních věcí ve vládě Benjamina Netanjahua.